# ハリケーン

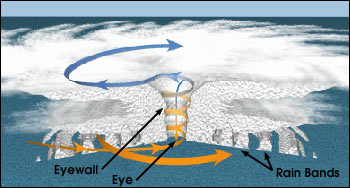
ハリケーンの内部構造を示した図Eye：目、Eyewall：目の壁、Rain Bands:降雨帯

ハリケーン（hurricane）とは、以下の地域で発生した熱帯低気圧のうち、最大風速が64ノット（約33メートル毎秒、約119キロメートル毎時）以上のものをいう。
- 大西洋北部（カリブ海・メキシコ湾を含む北大西洋）
- 大西洋南部 （ただし、ほとんど発生しない）
- 太平洋北東部（西経140度より東の北太平洋）
- 太平洋北中部（180度～西経140度の北太平洋）

語源はマヤ系の先住民族であるキチェ族の風の神「フラカン」に由来するという説がある。

## ハリケーンの命名

### 大西洋北部・太平洋北東部
大西洋北部および太平洋北東部のハリケーンは、フロリダ州マイアミにある米国海洋大気局国立ハリケーンセンターが命名している。
両海域では、それぞれ異なる名前リストが使用される。毎年Aからアルファベット順に命名される（ただし大西洋北部ではQ・U・X・Y・Zは未使用、太平洋北東部ではQ・Uは未使用）。名前リストは6列ずつあり、毎年次のリストのAから始め、6年ごとに同じ名前リストが使用される。
米国による命名は1950年に始まったが、最初は人名ではなく古いフォネティックアルファベット  (Able, Baker, Charlie ……) が使われていた。1953年から女性の名前が使われるようになった。
名前リストは1978年までは米国が作成していたが、1979年からは世界気象機関 (WMO) が作成するようになった。この時、名前の選定に関しても2つの変化があった。1つは、女性のみの名前リストが男女同権に反するということで、1979年からは男女交互の名前リストが使用されるようになった。男女の順は、リスト内、リスト間、海域間で、すべて交互である。つまり、奇数年の大西洋と偶数年の太平洋は「女・男・女・男……」、偶数年の大西洋と奇数年の太平洋は「男・女・男・女……」の順である。もう1つの変化は、1979年からフランス語・スペイン語の名前が入ったことである。
その年のリストを使い切る、つまり、北大西洋では21、太平洋北東部では24のハリケーンが命名されると、次からはギリシャ文字 (Alpha, Beta, Gamma ……) を使用する。ただし、実施例は、こうした名称制度が始まった1953年以来長らくなかった。1992年の太平洋北東部では、その年のリストの最後のZekeまで使用されたが、それがその年のこの海域で最後の命名となった。しかし2005年の大西洋北部で初めて、その年のリストの最後のWilmaまで使用されたのち、同年10月22日にはシーズン22番目となるAlphaが、10月27日には23番目のBeta、最終的に12月31日には27番目となるZetaが命名された。なお、同じ年に両海域でリストを使い切った場合については、WMOの文書に記述はなかったが、2020年にハリケーンが30個も発生したことを受け、WMOはハリケーンの命名リストを更新し、命名リストを使い果たした場合は、新たに予備命名リストからハリケーンを命名するように変更された。なおギリシャ文字の名前のハリケーンは2020年のハリケーン・イオタを最後に廃止された。ちなみに、ハリケーンの予備命名リストが使い果たされた場合についてはWMOは定義していない。

### 太平洋北中部
太平洋北中部（ハワイ周辺の経度）のハリケーンはハワイ州ホノルルにある米国海洋大気局中部太平洋ハリケーンセンターが命名している。
この海域では、1982年から名前リストが使用されている。名前リストで使用されるアルファベットはA・E・H・I・K・L・M・N・O・P・U・W、つまり、ハワイ語のアルファベット（「ʻ」以外）である。名前の大半はハワイ語の単語だが、1/3ほどはハワイ語の辞書に載っていない。名前の意味は公表されていない。
名前リストは4列（4×12）。大西洋北部・太平洋北東部のように年ごとに次のリストのAから命名されるのではなく、台風のアジア名のように（実際は台風がこちらに倣った）翌年の最初の名前は前年の最後の名前の次から命名される。例えば、1987年の最後の名前はPekeだったので1988年の最初の名前はUlekiとなった。名前リストの最後に到達した場合に、次のリストの最初に戻って命名される。

### 大西洋南部
これまで、大西洋南部ではハリケーンは発生しないとされていた。大西洋南部は世界に6か所ある熱帯低気圧の国際監視・予報センターのいずれも監視していない海域であり、国際名はつけられず、ハリケーンと呼ぶかどうかも定まっていない。
しかし2004年、ブラジル沖でハリケーンらしきものが発生した。これが本当にハリケーンかどうか議論の余地もあるが、一部の研究者がアメリカの静止気象衛星GOESの画像を検証した結果、最大風速85kt程度のハリケーンであると結論づけている。ただし地元ブラジルのマスコミが上陸地の名前をとって「カタリーナ（Catarina）」と呼び、この名前が一般的に使われるようになった。
2011年、ブラジル海軍 Centro de Hidrografia が、南大西洋（ただし範囲はRSMCと整合性がない）の熱帯低気圧・亜熱帯低気圧に命名を始めた。RSMCの機関ではないので国際名ではなく、台風番号やフィリピン名のような国内名に該当するが、他に名前がないので国際的に使われている。名前リストはA・B・C・D・E・G・I・J・K・M・O・P・R・U・Yから始まる15の名前からなる1列のみで、年初にAに戻らずに続けて使用され、最後まで使うとAに戻る（ただしまだ使い切っていない）。命名条件はハリケーンより緩く、ハリケーン（あるいはハリケーン相当の熱帯低気圧）は2019年のIbaが初めてである。

### 越境した場合
大西洋北部で発生した熱帯低気圧がトロピカル・ストーム以上の強度で太平洋北東部に越境した場合、国際名は新たに太平洋北東部の名前リストのものとなる。逆に太平洋北東部で発生したものが大西洋北部に越境した場合、大西洋北部の名前リストのものとなる。例えば（前者の例）、1971年に大西洋北部で発生したIreneはニカラグアを直撃後、海上に抜けて太平洋北東部に越境しOliviaという国際名に変わる使用になっていた。しかし、2022年の大西洋北部で発生したBonnieはニカラグアを直撃後も、同じ国際名のBonnieを使用し続けた。これ以降のハリケーンは大西洋を越境しても国際名が変更されることはなくなった。
太平洋北中部や太平洋北東部で発生した熱帯低気圧がトロピカル・ストーム以上の強度で180度以西に到達した場合は台風となるが、国際名は発生当時のものがそのまま使用される。例えば、1986年に太平洋北東部で発生したGeorgetteは、国際名・Georgetteを持つ台風198611号となった。また1997年に太平洋北中部で発生したOliwaは、国際名Oliwaを持つ台風199719号となった。
ちなみに、事例はないが大西洋から越境したハリケーン（もしくはトロピカル・ストーム）が、太平洋北東部へ越境しさらに太平洋北中部へ越境し、東経180度以西へ到達した場合も同じ国際名が使用されることになっている。

### 引退
顕著な影響を与えたものについては名前リストから削除され、次回からは別の名前が使用される。例えば、大西洋北部では1992年のAndrewは1998年にはAlexに変更された。また太平洋北中部では、1992年のInikiはIolanaに変更された。その性質上「永久欠名」となるハリケーンは必然的に大型ハリケーン（カテゴリー3以上）が多いが、ハリケーンそのものの強さとは関係がなくあくまでも被害の大きさが基準とされる。例えば、2001年6月にヒューストンをはじめとするテキサス州南東部に大洪水をもたらしたAllisonはカテゴリー1にすら達さないトロピカル・ストームの強度でありながらその被害が大きかったため、Allisonは名前リストから削除され2007年以降はAndreaに置き換えられた。
しかし、このやり方ではハリケーン・イオタのような通常の命名リストを使い果たした代わりにギリシャ文字で命名されたハリケーンは、大きな被害を出したとしても名前を引退させることは出来なかったため、WMOは2020年に予備命名リストを作成した。これによりギリシャ文字の名前は以後使われなくなり、次に命名リストを使い果たした場合は予備命名リストより命名を行い、そこから被害が出たハリケーンの名前を引退させるという方針に切り替えられた。

### 大西洋北部のハリケーン命名リスト
2019年以降の大西洋北部のハリケーン命名リストは、以下のようになっている。
発音についてはNOAAの資料を参照。
| 2019年    | 2020年    | 2021年    | 2022年   | 2023年   | 2024年   | 予備命名リスト |
| Andrea    | Arthur    | Ana       | Alex     | Arlene   | Alberto  | Adria          |
| Barry     | Bertha    | Bill      | Bonnie   | Bret     | Beryl    | Breylen        |
| Chantal   | Cristobal | Claudette | Colin    | Cindy    | Chris    | Caridad        |
| Dorian    | Dolly     | Danny     | Danielle | Don      | Debby    | Deshown        |
| Erin      | Edouard   | Elsa      | Earl     | Emily    | Ernesto  | Emery          |
| Fernand   | Fay       | Fred      | Fiona    | Franklin | Francine | Foster         |
| Gabrielle | Gonzalo   | Grace     | Gaston   | Gert     | Gordon   | Gemma          |
| Humberto  | Hanna     | Henri     | Hermine  | Harold   | Helene   | Heath          |
| Imelda    | Isaias    | Ida       | Ian      | Idalia   | Isaac    | Isla           |
| Jerry     | Josephine | Julian    | Julia    | Jose     | Joyce    | Jacobus        |
| Karen     | Kyle      | Kate      | Karl     | Katia    | Kirk     | Kenzie         |
| Lorenzo   | Laura     | Larry     | Lisa     | Lee      | Leslie   | Lucio          |
| Melissa   | Marco     | Mindy     | Martin   | Margot   | Milton   | Makeyla        |
| Nestor    | Nana      | Nicholas  | Nicole   | Nigel    | Nadine   | Nolan          |
| Olga      | Omar      | Odette    | Owen     | Ophelia  | Oscar    | Orlanda        |
| Pablo     | Paulette  | Peter     | Paula    | Philippe | Patty    | Pax            |
| Rebekah   | Rene      | Rose      | Richard  | Rina     | Rafael   | Ronin          |
| Sebastien | Sally     | Sam       | Shary    | Sean     | Sara     | Sophie         |
| Tanya     | Teddy     | Teresa    | Tobias   | Tammy    | Tony     | Tayshaun       |
| Van       | Vicky     | Victor    | Virginie | Vince    | Valerie  | Viviana        |
| Wendy     | Wilfred   | Wanda     | Walter   | Whitney  | William  | Will           |

## ハリケーンの強さ
ハリケーンの強さは、1分間の最大風速をもとに、シンプソン・スケール（Saffir-Simpson Hurricane Scale）によって以下の5段階に分類される。
| 分類        | 風速（knot） | 風速（mph） | 風速（m/s換算） |
| ----------- | ------------ | ----------- | --------------- |
| カテゴリー1 | 64 - 82      | 74 - 95     | 33 - 42         |
| カテゴリー2 | 83 - 95      | 96 - 110    | 43 - 49         |
| カテゴリー3 | 96 - 112     | 111 - 129   | 50 - 57         |
| カテゴリー4 | 113 - 136    | 130 - 156   | 58 - 70         |
| カテゴリー5 | ≥137         | ≥157        | ≥70             |

カテゴリー3以上のものを大型ハリケーン（Major Hurricane）と呼ぶ。

## 記録的なハリケーン
以下のハリケーンの名前のうち「グレートハリケーン」は“巨大ハリケーン”という意味の俗称、「ガルベストン」は上陸地点の名前である（20世紀初頭までは名前リストがなかった）。それ以外は、名前リストから命名された名前（1978年までは米国名、1979年からは国際名）である。なおトロピカル・ストームでは唯一2001年6月のAllisonがヒューストンに大きな被害をもたらし欠名となっている。
- Great Hurricane（グレートハリケーン、1780年）
- Galveston 1900（ガルベストン、1900年）
- Camille（カミール、1969年）
- Allen（アレン、1980年）
- Gilbert（ギルバート、1988年）
- Hugo（ヒューゴ、1989年）
- Andrew（アンドリュー、1992年）
- Iniki（イニキ、1992年）
- Mitch（ミッチ、1998年）
- Floyd（フロイド、1999年）
- Isabel（イザベル、2003年）
- Ivan（アイバン、2004年）
- Jeanne（ジーン、2004年）
- Katrina（カトリーナ、2005年）
- Rita（リタ、2005年）
- Wilma（ウィルマ、2005年）
- Dean（ディーン、2007年）
- Felix（フェリックス、2007年）
- Gustav（グスタフ、2008年）
- Ike（アイク、2008年）
- Sandy（サンディ、2012年）
- Patricia（パトリシア、2015年）
- Harvey（ハービー、2017年）
- Irma（イルマ、2017年）

なお、強烈な大西洋ハリケーンの上位10位は以下の通りである。
| 順位 | ハリケーン                  | 年     | 中心気圧 (hPa) |
| ---- | --------------------------- | ------ | -------------- |
| 1    | ウィルマ（Wilma）           | 2005年 | 882            |
| 2    | ギルバート（Gilbert）       | 1988年 | 888            |
| 3    | レイバー・デー（Labor Day） | 1935年 | 892            |
| 4    | リタ（Rita）                | 2005年 | 895            |
| 5    | アレン（Allen）             | 1980年 | 899            |
| 6    | カミーユ（Camille）         | 1969年 | 900            |
| 7    | カトリーナ（Katrina）       | 2005年 | 902            |
| 8    | ミッチ（Mitch）             | 1998年 | 905            |
| 8    | ディーン（Dean）            | 2007年 | 905            |
| 10   | マリア（Maria）             | 2017年 | 908            |

前述の通り、ハリケーンは、女性名と男性名を交互に使用することによって命名されているが、イリノイ大学が発表した調査結果によれば、女性名が付けられたハリケーンの方が、男性名が付けられたハリケーンよりも死者数が多く、被害が大きくなる傾向にあるという。過去にアメリカに上陸したハリケーンを死者数が多い順に並べると、上位10件のうち8件が女性名で、さらに1位のカトリーナから7位のアグネスまでは全て女性名である。この理由は、女性名の方が男性名よりも穏やかな印象を与える傾向にあることにあり、女性名ハリケーンの場合、男性名ハリケーンよりも、危険度が低いと人々が思い込んでしまい、その結果避難せずに被災する人が多くなるのだという。
| 順位 | 性別 | 名前    | 死者数（人） |
| ---- | ---- | ------- | ------------ |
| 1    | 女   | Katrina | 1833         |
| 2    | 女   | Audrey  | 416          |
| 3    | 女   | Camille | 256          |
| 4    | 女   | Diane   | 200          |
| 5    | 女   | Sandy   | 159          |
| 6    | 女   | Irma    | 129          |
| 7    | 女   | Agnes   | 117          |
| 8    | 男   | Harvey  | 103          |
| 9    | 男   | Ike     | 84           |
| 10   | 女   | Betsy   | 75           |

## 参考資料
- Worldwide Tropical Cyclone Names
- Hurricane Names
- FAQ : HURRICANES, TYPHOONS, AND TROPICAL CYCLONES
- Pronunciation of Storm Names-Atlantic Names : NOAA